# Regnes Renaixents
Els Regnes Renaixents és un videojoc en línia en un univers recreat que permet controlar un personatge configurable a l'edat mitjana, vers l'any 1457, als regnes d'Europa; Regne de França, Sacre Imperi Romanogermànic (Alemanya), Anglaterra, Corona de Castella, Corona d'Aragó, Itàlia, Confederació Helvètica (Suïssa), Bulgària, Polònia, Grècia, Portugal i Holanda (el lloc web proposa als jugadors contribuir en la traducció en diverses llengües).

## Descripció General
La situació política simula la de l'Europa Medieval de 1450, en el que respecta als usos i costums, les fronteres, les tecnologies i els règims polítics. Tot i això, la realitat històrica ha estat alterada per facilitar la jugabilitat. Per tant, s'utilitzen les variants modernes de les llengües, l'Església dominant s'anomena "Aristotèlica", hi ha eleccions per sufragi universal als governs (i per tant partits polítics)
El joc té dos aspectes: una part que es desenvolupa amb la seva interfície (gestió i progrés econòmic del personatge, tavernes, exèrcits, viatges, bandolerisme), anomenada IG (in-game); i una part de rol del personatge, anomenada RP (role-play) que es desenvolupa al fòrum vinculat al joc. Així doncs, un bandoler que hagi atracat a un viatger pot, per exemple, postejar la història al fòrum.
El jugador viu en una vila que pertany a un comtat o ducat, que al seu torn pertany a un regne o corona. Les eleccions municipals tenen lloc cada mes i les comtals cada dos mesos. Ésser elegit per a un càrrec representa la possibilitat d'explorar nous aspectes del joc, tant en la seva vessant de gestió com en el vessant de rol.
L'any 2008, existeixen més de 150 viles agrupades en ducats/comtats, agrupats al seu torn en 12 regnes/imperis/corones (França, Sacre Imperi Romanogermànic, Anglaterra, Corona d'Aragó, Castella i Lleó, Polònia, Dinamarca, Bulgària, Portugal, Grècia, Imperi Otomà, Valàquia, Escòcia, Croàcia, Regne de les Dues Sicílies, Irlanda, Rússia, Sèrbia.

## Fitxà tècnica
El joc és gratuït, però es pot optar per pagar tiquets per algunes funcions extra (viatjar més ràpidament, tenir doble vot a les eleccions, obtenir diners o característiques extra, etc.). També és necessari pagar (a més de ser nivell 3 amb un any d'antiguitat al joc) per poder crear un exèrcit. A data de novembre del 2008, compta amb 139.654 jugadors. Els comptes dels jugadors inactius se suprimeixen al cap de dues setmanes, però és possible posar el personatge en pausa ("en retir"). Aquesta pausa pot tenir una duració màxima de tres mesos, al final dels quals el personatge és definitivament suprimit.
La utilització de multicomptes (anomenada "bruixeria" es castiga amb la supressió de tots els comptes implicats. Es permet però que diverses persones es connectin des del mateix ordinador, sempre que els seus respectius personatges visquin en viles diferents i no hi hagi cap interacció entre els personatges.

## Modes de joc
El personatge pot fer de polític (alcalde, duc...), comerciant (venedor ambulant, comissari de comerç...), exercir un ofici (ferrer, moliner, agricultor, forner, carnisser, teixidor...), estafar, barallar-se (quarter, rodamón...), resar (rector...).
Al contrari d'altres jocs, l'objectiu no és l'eliminació d'altres personatges o monstres sinó viure la seva vida i evolucionar en un complex sistema sociopolític-econòmic, amb aspectes de religió, de bandolerisme, de partits polítics i d'aventures de jocs de papers. Cada dia cal fer-se un menú al mercat o taverna per menjar (on cada aliment: pa, llegums, peix, fruita, carn... donarà uns punts de rendiment o uns altres), trobar una ocupació per a la jornada als molts indrets (ofertes de feina dels jugadors a l'ajuntament, a la mina, quarter, hort, bosc, treballar al camp, milicià, etc.).
El passatge de nivell pren certament temps, ja que es necessita dues setmanes per arribar al nivell 1, calen de mitjana dos mesos per passar llavors al nivell 2. A cada passatge de nivell serà demanat una certa suma de diners i el personatge ha de complir un seguit de condicions: caldrà posseir roba, tenir un cert nombre de punts de reputació i confiança... Contràriament a molts jocs de taula, les característiques augmenten no repartint punts obtinguts en el moment del passatge de nivell sinó menjant productes, contractant els obrers, treballant a l'església...

## Nivells
En "Els Regnes Renaixents", hi ha per ara 4 nivells.
- el nivell 0 : L'esparracat. Aquest nivell de transició permet acostumar-se al joc, descobrir-ne les funcions principals, sense empentar el jugador en accions massa tècniques. Per passar al nivell següent, calen 5 punts de reputació i 90 escuts. Per minimitzar el temps passat en aquest nivell, és aconsellat de menjar pa (una porció a uns +/- 7 escuts), els nouvingut trobaran fàcilment feina a les mines del Comtat o del Ducat. Per als punts de confiança, el personatge en pot rebre tres de part d'altres jugadors, per això és útil de freqüentar el fòrum (on pràcticament s'hi desenvolupa un joc paral·lel -més centrat en aspectes on fer volar la imaginació per crear històries- i on també es poden discutir temes del joc) o les tavernes, els dos punts mancats seran guanyats treballant a l'església.
- el nivell 1 : El pagès. És una veritable vida que comença: es poden posseir un o dos camps. Cal contractar llavors gent per sembrar, collir, o munyir inclús els animals. És, a més, possible votar. Per passar al nivell següent, calen 35 punts de reputació, 500 escuts, tenir 20 punts de cada característica, i anar vestit amb pantalons, camisa i sabates. És possible, en lloc de fer-se camperol, fer-se vagabund i recórrer les carreteres sense haver d'encarregar-se d'una propietat.
- el nivell 2, L'artesà. L'influencia i el nivell de vida del jugador augmenta, fent-se construir una parada. Diversos oficis estan disponibles: forner, moliner, carnisser, teixidor, ferrer o fuster. Per exercir-los, cal proveir-se de matèries primeres que un cop les transformes es converteixen en un producte acabat a punt per vendre'l. Se segueix, és clar, mantenint els camps adquirits al nivell anterior. Per passar al nivell següent, calen 100 punts de reputació, 60 punts de les tres característiques i 120 en carisma o en intel·ligència, 2500 escuts havent practicat un ofici o bé 1600 escuts havent practicat dos oficis (sabent que en els dos casos, no caldrà pagar més que 1000 escuts per passar de nivell) i anar vestit amb tot el vestuari adquirible.
- el nivell 3, El notable. Hom es fa una persona més important a la ciutat: es pot orientar cap als oficis de l'església, de l'estat, de la medicina o de l'exèrcit. La Universitat es fa llavors l'ocupació més commovedora, amb l'objectiu d'augmentar els seus coneixements en el o els àmbits escollits, o ensenyar els seus sabers als altre alumnes (només es pot assistir als cursos de la universitat si ets nivell 3).
Només el Papa Eugeni en el joc, que no és més que un figurant, té el nivell 5; però aquest nivell no existeix realment (per ara).

## El fòrum
Paral·lelament a la interfície del joc, que conté les funcions econòmiques i polítiques, les tavernes, els viatges i els exèrcits, hi ha un fòrum oficial, on es pot desenvolupar el rol del personatge. En aquest, juntament amb les tavernes, es desenvolupa la vida social de les viles i comtats. En aquest fòrum es desenvolupa també el paper dels anomenats "càrrecs RP", és a dir, els càrrecs que no són elegits a través de sufragi per la interfície del joc (reis, nobles, bisbes, etc.) També complementa la feina dels càrrecs electes. S'hi desenvolupen polèmiques, campanyes electorals, casaments, festes, etc.
A més del seu personatge principal, els jugadors poden crear personatges addicionals per complementar els seus jocs de rol.
El fòrum també conté les guies del joc, els reglaments del joc i les lleis de cada comtat.
Per qüestions d'espai al fòrum oficial, determinades institucions i organitzacions que formen part del joc tenen a més els seus fòrums alternatius. Així doncs, existeixen fòrums separats pel Govern de la Generalitat, l'exèrcit de la Corona o els partits polítics, entre d'altres.

## Les tavernes
Les tavernes permeten als jugadors presents dins una vila trobar-se per parlar (com en un xat), beure cervesa (que ajuda a millorar la sort al joc), menjar o, en alguns casos, jugar a les cartes. També es pot oferir una cervesa a un altre jugador o pagar una ronda general.

### Recull de premsa
- Notícia a Racó Català
- Notícia a SMS25.cat Arxivat 2008-07-16 a Wayback Machine.